# NGC 5877
NGC 5877 é um sistema estelar triplo na direção da constelação de Libra. O objeto foi descoberto pelo astrônomo Julius Schmidt em 1867, usando um telescópio refrator com abertura de 6,2 polegadas. 